# Zion Apostolic Faith Mission
Zion Apostolic Faith Mission (ZAFM) är en inhemsk pingstkyrka i Sydafrika, bildad 1920 av Edward Lion.
Kyrkan, vars namn är en avspegling av dess rötter i den nordamerikanska pingströrelsen Apostolic Faith Mission (AFM), har sitt högkvarter i Maboloka i nordvästra Sydafrika.
1924 lämnade Engenas Lekganyane ZAFM för att bilda Zion Christian Church (ZCC), den största av sionistkyrkorna i Sydafrika.
Efter Edward Lions död 1938 blev sonen Solomon Lion ny ärkebiskop för ZAFM.
Precis som sin far hade Solomon flera hustrur och efter Solomons död, den 5 september 1987, uppstod strider om vilken av hans söner som skulle överta ledningen av kyrkan; den äldste sonen David Thuloane Lion eller en minderårig son, Godfrey Emmanuel Lion, vars mor (och tillika Solomons sekreterare) hävdade att maken innan sin död utsett denne till sin efterträdare.

## ZAFM i andra länder
ZAFM spreds tidigt till dåvarande Sydrhodesia. Efter Edward Lions död klipptes banden till moderkyrkan och ZAFM i Zimbabwe blev en självständig kyrka. 
Däremot finns fortfarande avdelningar av kyrkan i andra länder i södra Afrika, som Lesotho, Swaziland, Botswana, Zimbabwe och Mozambique. Bophuthatswana hade också en egen avdelning av kyrkan så länge detta bantustan existerade.